# Taiyō Koga
Taiyō Koga (jap. 古賀 太陽, Koga Taiyō; * 28. Oktober 1998 in der Präfektur Chiba) ist ein japanischer Fußballspieler. 

## Karriere

### Verein
Taiyō Koga erlernte das Fußballspielen in den Jugendmannschaften von den Maihama FC Falcons und Kashiwa Reysol. Bei Kashiwa unterschrieb er 2017 seinen ersten Profivertrag. Der Verein aus Kashiwa, einer Großstadt in der Präfektur Chiba auf Honshū, der Hauptinsel Japans, spielte in der höchsten Liga des Landes, der J1 League. Von Juni 2018 bis Januar 2019 wurde er an den Zweitligisten Avispa Fukuoka nach Fukuoka ausgeliehen. Für Fukuoka absolvierte er 21 Zweitligaspiele. Nach der Ausleihe kehrte er zu Kashiwa, die mittlerweile in die zweite Liga abgestiegen waren, zurück. 2019 wurde er mit Kashiwa Meister der J2 League und stieg direkt wieder in die erste Liga auf.

### Nationalmannschaft
Taiyo Koga spielte dreimal in der U19–Nationalmannschaft, zweimal in der U21 und zweimal in der U23–Nationalmannschaft. Seit 2019 spielt er in der japanischen Nationalmannschaft. Sein Debüt in der Nationalelf gab er am 14. Dezember 2019 in einem Spiel der Ostasienmeisterschaft gegen Hongkong.

## Erfolge
Kashiwa Reysol
- Japanischer Zweitligameister: 2019